# Walter Rodgers
Walter Rodgers (31 de agosto de 1886 - 24 de abril de 1951) foi um ator de cinema estadunidense que iniciou sua carreira na era do cinema mudo, dando continuidade na era sonora, e atuou em 100 filmes entre 1913 e 1938.[carece de fontes?] Rodgers notabilizou-se por interpretar, em seis de seus filmes, o mesmo personagem, General Ulysses S. Grant.

## Biografia
Seu primeiro filme foi a comédia curta-metragem Slim Gets the Reward, em 1913, pela St. Louis Motion Picture Company; em seguida, durante os anos 1913 e 1914, fez uma série de comédias curta-metragens sobre o personagem Slim Hoover, que era interpretado por J. Arthur Nelson, enquanto Rodgers interpretava vários personagens diferentes. Ainda pela St. Louis, atuou em outras comédias, tais como Why Kentucky Went Dry (1914) e That Cuckooville Horse Race (1914). A St. Louis Company começou a fazer dramas e Westerns, e Rodgers atuou em A Frontier Romance (1914). Pela Bison Motion Pictures atuou em In the Sunset Country (1915), e pela Signal Film Corporation em Whispering Smith (1916), inicialmente planejado para ser um seriado e depois transformado em 2 filmes, atuando ao lado de Helen Holmes e J. P. McGowan.
Pelo Vitagraph Studios atuou em vários seriados, em papéis coadjuvantes, entre eles The Fighting Trail (1917), Vengeance and the Woman (1917), Smashing Barriers (1919) e Breaking Through (1921), o último seriado da Vitagraph. Trabalharia posteriormente pela Universal Pictures, mas as oportunidades foram rareando e começou a fazer pequenos papéis não creditados. No filme The Dramatic Life of Abraham Lincoln (1924), interpertou o General Ulysses S. Grant. Interpretaria o General Grant ainda por diversas vezes; no filme The Flaming Frontier, em 1926; no filme The Heart of Maryland, em 1927; no filme The Little Shepherd of Kingdom Come, em 1928; no filme Silver Dollar, em 1932; e em seu último filme, em 1938, Gold Is Where You Find It, dirigido por Michael Curtiz, interpretaria novamente o General Grant, dessa vez não-creditado.[carece de fontes?]

## Morte
Rodgers morreu aos 64 anos em Studio City, Califórnia, e foi sepultado no Forest Lawn Park Cemetery, em Glendale.[carece de fontes?]

## Filmografia parcial
- Slim Gets the Reward (1913)
- Why Kentucky Went Dry (1914)
- That Cuckooville Horse Race (1914)
- The Broken Barrier (II) (1914)
- A Frontier Romance (1914)
- In the Sunset Country (1915)
- Whispering Smith (1916)
- Vengeance and the Woman (1917)
- The Fighting Trail (1917)
- The Tenderfoot (1917)
- A Fight for Millions (1918)
- Smashing Barriers (1919)
- Man of Might (1919)
- The Veiled Mystery (1920)
- The Purple Riders (1921)
- Breaking Through (1921)
- The Hunchback of Notre Dame (1923)[1]
- The Dramatic Life of Abraham Lincoln (1924)
- The Iron Horse (1924)
- The Flaming Frontier (1926)
- The Jazz Singer (1927, não creditado)
- The Heart of Maryland (1927)[2]
- The Little Shepherd of Kingdom Come (1928)
- Silver Dollar (1932)
- Gold Is Where You Find It (1938)